# گوآلالا (کالیفرنیا)
گوآلالا (به انگلیسی: Gualala) یک منطقهٔ مسکونی در ایالات متحده آمریکا است که در شهرستان مندوسینو، کالیفرنیا واقع شده‌است. گوآلالا ۲٬۰۹۳ نفر جمعیت دارد و ۱۵ متر بالاتر از سطح دریا واقع شده‌است.